# Le Noir Erwin
Pour plus de détails, voir Fiche technique et Distribution.
Le Noir Erwin (Der Neger Erwin) est un film allemand réalisé par Herbert Achternbusch, sorti en 1981.

## Synopsis
Un homme sort de prison et décide de reprendre l'activité qu'il avait avant son internement : la réalisation de film. Il est suivi par une journaliste dans une auberge appelée Der Neger Erwin.

## Fiche technique
- Titre : Le Noir Erwin
- Titre original : Der Neger Erwin
- Réalisation : Herbert Achternbusch
- Scénario : Herbert Achternbusch
- Photographie : Jörg Schmidt-Reitwein
- Montage : Heidi Handorf
- Production : Herbert Achternbusch
- Société de production : Herbert Achternbusch Filmproduktion
- Pays :  Allemagne de l'Ouest
- Genre : Expérimental
- Durée : 92 minutes
- Dates de sortie : 
  -  Allemagne de l'Ouest : 2 mai 1981

## Distribution
- Herbert Achternbusch : le noir Erwin
- Annamirl Bierbichler : le patron Susn
- Helga Loder : la femme forte
- Gabi Geist : la journaliste

## Distinctions
Le film a été présenté en sélection officielle en compétition lors de Berlinale 1981,.